# Conus brunni
Conus brunni é uma espécie de gastrópode do gênero Conus, pertencente a família Conidae.